# El Vizcaíno Bioszféra-rezervátum
Az El Vizcaíno Bioszféra-rezervátum Mexikó legnagyobb természetvédelmi területe. Szárazföldi és tengeri részeket egyaránt tartalmaz. Bioszféra-rezervátumként 1988 óta létezik, kiterjed rá a Ramsari egyezmény is, bálnavédelmi körzete és a szintén a területén, a Sierra de San Francisco hegységben található sziklarajzok 1993 óta a Világörökség részét képezik.
Nevét Sebastián Vizcaínóról, a 16–17. századi katona–tengerész–felfedezőről kapta.

## Földrajz
A rezervátum északnyugat-Mexikóban, a Kaliforniai-félsziget középső részén, közigazgatásilag Déli-Alsó-Kalifornia állam Mulegé községében található. Északi határa a 28-adik szélességi kör, nyugaton eléri a Csendes-óceánt, keleten pedig a Kaliforniai-öböl partvidéke is hozzá tartozik. Összes területe 25 467,9 km², ennek 88,7%-a szárazföld (beleértve a folyókat és édesvizű tavakat is), 11,3%-a tenger. A védett tengeri élőlények legfontosabb élő- és szaporodóhelye az Ojo de Liebre és a San Ignacio-lagúna: az északabbi, akár sarkvidéki területekről a szürke bálnák kifejezetten ezekbe az öblökbe és a közeli partvidékekre érkeznek szaporodni.
A területen, amely a Sonora-sivatag részét képezi, igen kevés csapadék hull, mindössze évi 50–70 mm, a párolgás viszont az 1000 mm-t is meghaladja. Jellemző, hogy a tenger felől viszonylag hideg szelek fújnak a szárazföld belseje felé.

## Élővilág
Nagy területe és változatos felszíne miatt a rezervátumban sokféle életközösség megtalálható. Vannak például homokdűnés, növényzet nélküli területek, matorralok, mezquite-fás vidékek, magyaltölgyesek és partmenti mangroveerdők is. A Csendes-óceán parján vándorló madarak számára is fontos pihenőhely.
Reprezentatív növényfajai az Ambrosia camphorata nevű parlagfű, a bürökgémorr, a Astragalus prorifer nevű bükkönyforma, a Fouquieria columnaris nevű hangavirágú, a vörös mangrove, a Laguncularia racemosa nevű mirtuszvirágú, a közönséges tengerifű, a Phyllospadix scouleri nevű hídőrvirágú, a Ruppia maritima nevű hídőrvirágú, a Brahea armata nevű üstököspálma-forma, a kaliforniai Washington-pálma, a mexikói Washington-pálma és a Yucca valida nevű pálmaliliom. Reprezentatív állatfajai a szürke bálna, a kaliforniai oroszlánfóka és a borjúfóka.
Mikroendémikus fajai az Agave vizcainoensis nevű agávé, a Distichlis palmeri nevű perjeféle, a Ferocactus chrysacanthus nevű kaktuszforma grandiflorus alfaja, a Crotalus enyo nevű csörgőkígyó, a Fundulus lima nevű fogaspontyalakú, a Geothlypis beldingi nevű újvilági poszátaféle goldmani alfaja, a Hypsiglena slevini nevű siklóféle, a Hypsopsetta guttulata nevű lepényhalféle, a kék kövileguán és a Sceloporus zosteromus nevű békagyíkféle.
További endémikus fajok az Agave sebastiana nevű agávé, az Ambrosia bryantii és az Ambrosia divaricata nevű parlagfű, a Bursera epinnata és a Rhus lentii nevű szappanfavirágú, a Cochemiea poselgeri, a Ferocactus rectispinus, a Ferocactus fordii és a Mammillaria insularis nevű kaktuszforma, az Echinocereus brandegeei és az Echinocereus ferreirianus nevű oszlopkaktusz, az Echinopepon minimus nevű tökféle peninsularis változata, az Encelia asperifolia és a Trixis angustifolia nevű őszirózsaféle, a Salvia peninsularis nevű zsálya, a Hilaria cenchroides nevű perjeféle, a Geothlypis beldingi nevű újvilági poszátaféle, a kaktuszkolibri, az Incilius occidentalis nevű varangyféle, a tündérbaglyocska, a Phyllodactylus unctus nevű valódi gekkó, a Toxostoma cinereum nevű gezerigóféle, a fehérhasú ökörszem, az Urosaurus nigricaudus nevű békagyíkféle, az érdeslábú iszapteknős, a Dipodomys peninsularis nevű tasakosugróegér-forma és a Spermophilus atricapillus nevű földimókusforma.

## Képek

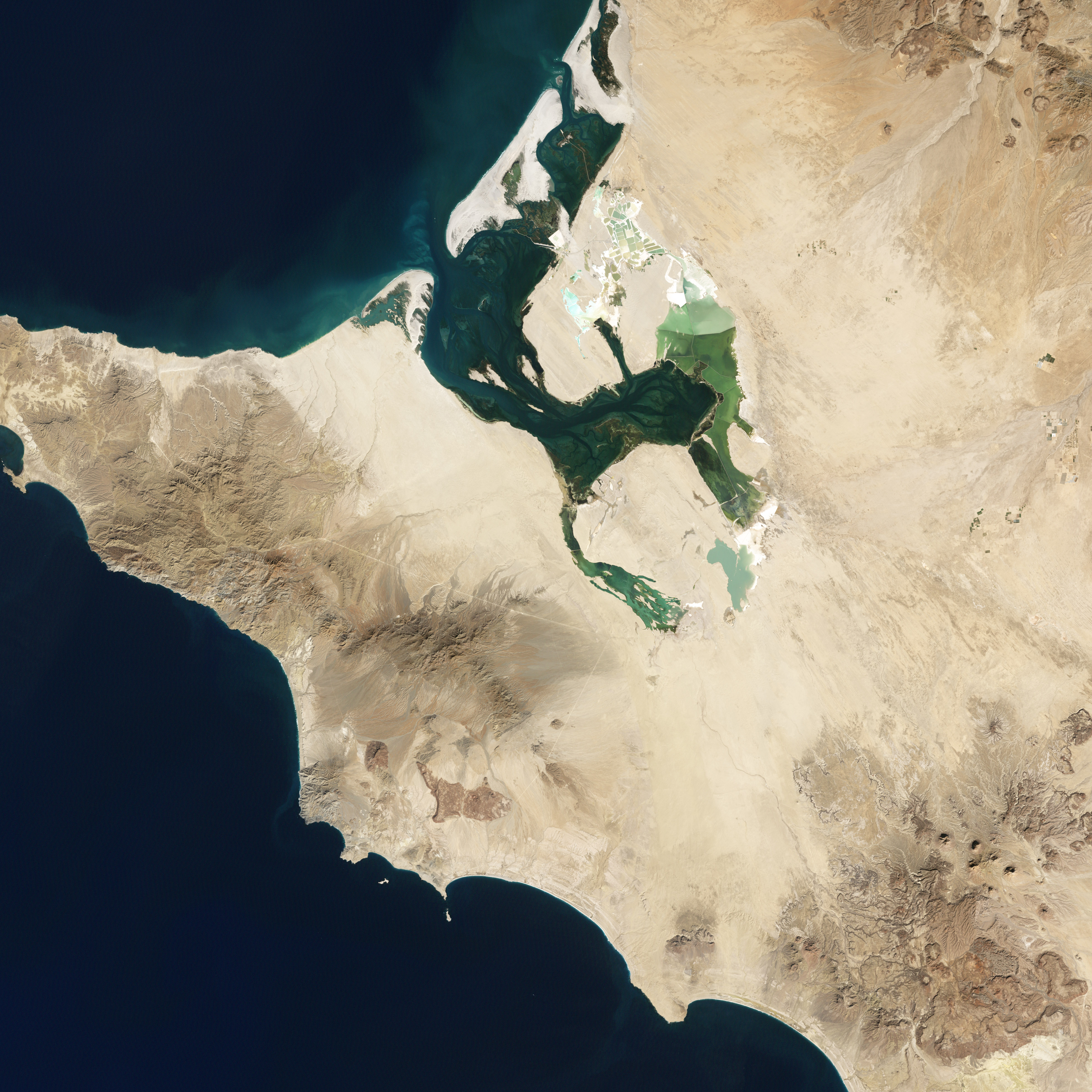
Műholdfelvétel a terület egy részéről
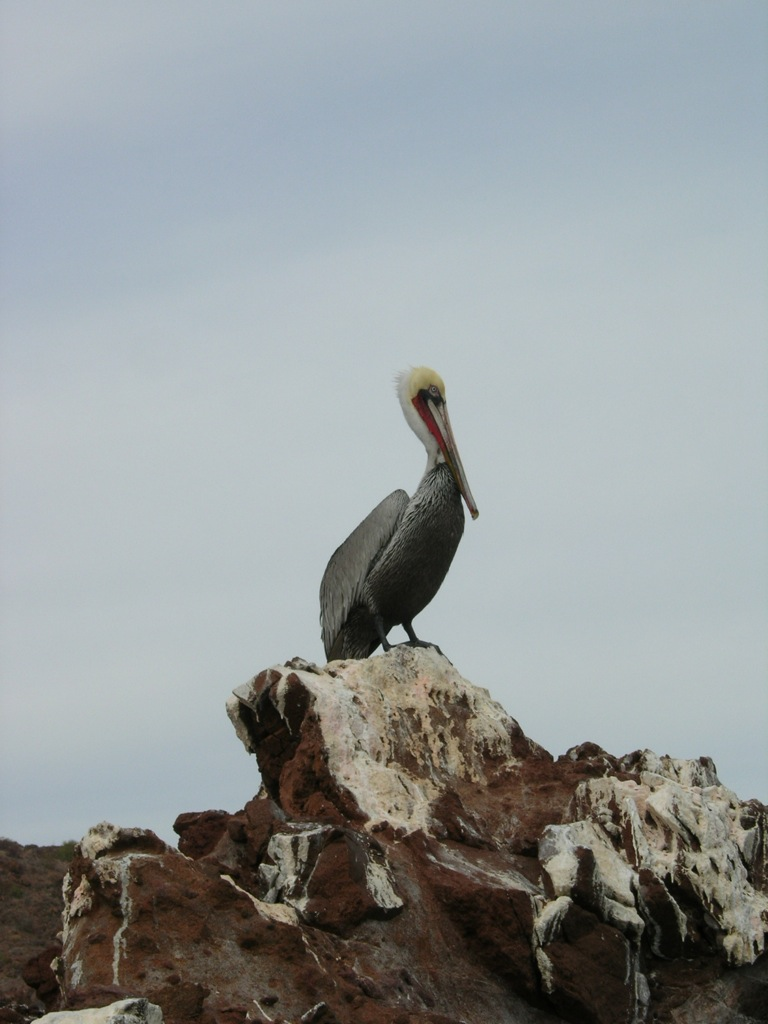
Gödény
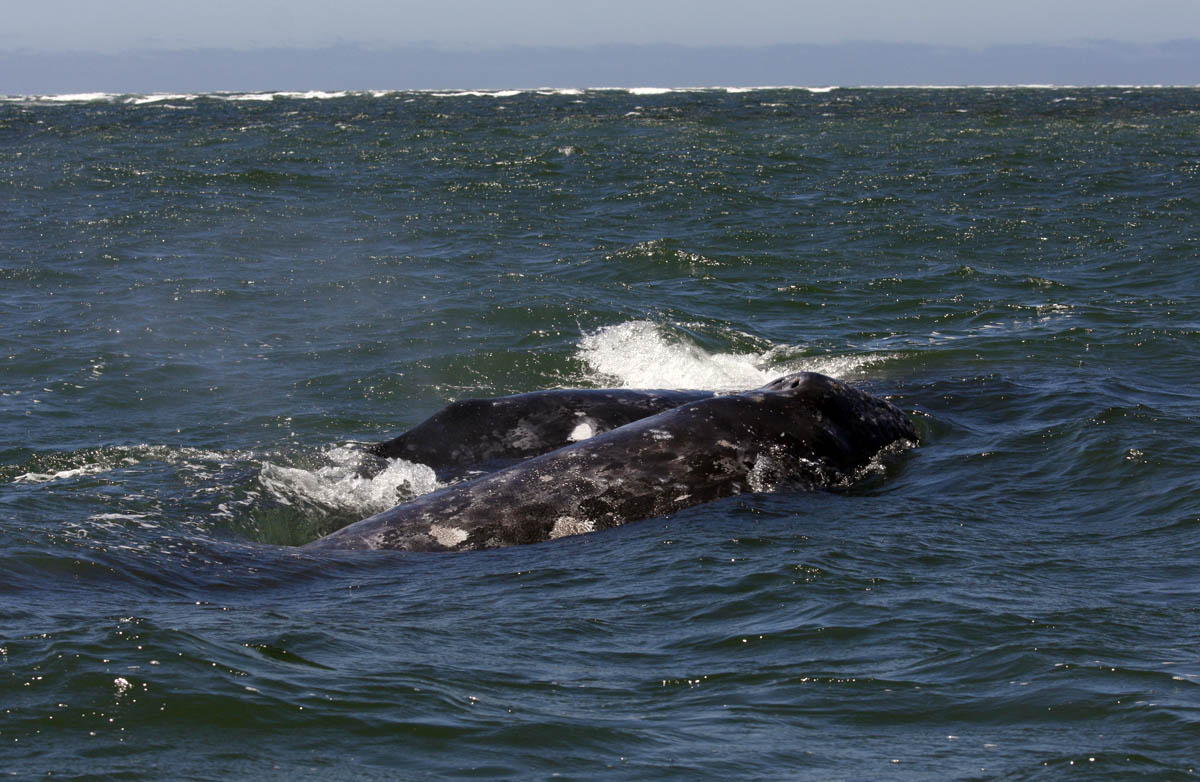
Bálnaanya és borja
A Sierra de San Francisco hegység